# Meagher County
Meagher County ist ein County im Bundesstaat Montana der Vereinigten Staaten. Der Sitz der Countyverwaltung (County Seat) befindet sich in White Sulphur Springs.

## Demografische Daten

Alterspyramide des Meagher Countys (Stand: 2000)

Nach der Volkszählung im Jahr 2000 lebten im County 1.932 Menschen. Es gab 803 Haushalte und 529 Familien. Die Bevölkerungsdichte betrug weniger als 1 Einwohner pro Quadratkilometer. Ethnisch betrachtet setzte sich die Bevölkerung zusammen aus 97,20 % Weißen, 0,00 % Afroamerikanern, 1,04 % amerikanischen Ureinwohnern, 0,16 % Asiaten, 0,05 % Bewohnern aus dem pazifischen Inselraum und 0,57 % aus anderen ethnischen Gruppen; 0,98 % stammten von zwei oder mehr ethnischen Gruppen ab. 1,50 % der Bevölkerung waren spanischer oder lateinamerikanischer Abstammung.
Von den 803 Haushalten hatten 27,30 % Kinder und Jugendliche unter 18 Jahre, die bei ihnen lebten. 56,80 % waren verheiratete, zusammenlebende Paare, 6,10 % waren allein erziehende Mütter. 34,10 % waren keine Familien. 31,00 % waren Singlehaushalte und in 13,70 % lebten Menschen im Alter von 65 Jahren oder darüber. Die Durchschnittshaushaltsgröße betrug 2,37 und die durchschnittliche Familiengröße lag bei 3,00 Personen.
Auf das gesamte County bezogen setzte sich die Bevölkerung zusammen aus 25,00 % Einwohnern unter 18 Jahren, 6,10 % zwischen 18 und 24 Jahren, 22,70 % zwischen 25 und 44 Jahren, 28,10 % zwischen 45 und 64 Jahren und 18,20 % waren 65 Jahre alt oder darüber. Das Durchschnittsalter betrug 43 Jahre. Auf 100 weibliche Personen kamen 100,40 männliche Personen, auf 100 Frauen im Alter ab 18 Jahren kamen statistisch 100,40 Männer.
Das jährliche Durchschnittseinkommen eines Haushalts betrug 29.375 USD, das Durchschnittseinkommen der Familien betrug 33.879 USD. Männer hatten ein Durchschnittseinkommen von 22.083 USD, Frauen 15.417 USD. Das Prokopfeinkommen betrug 15.019 USD. 18,90 % der Bevölkerung und 16,40 % der Familien lebten unterhalb der Armutsgrenze. 27,40 % davon waren unter 18 Jahre und 13,00 % waren 65 Jahre oder älter.

## Orte im Meagher County
Citys
| - White Sulphur Springs |

Census-designated places (CDP)
| - Martinsdale |

Unincorporated Communitys
| - Copperopolis - Lennep - Minden | - Ringling - Sixteen |

Ghost Towns
| - Calkins |

## Sehenswürdigkeiten
- Lennep Trinity Lutheran Church

Sechs Bauwerke des Countys sind im National Register of Historic Places eingetragen (Stand 8. Februar 2018).